# Karol Pokryvka
Karol Pokryvka (* 24. dubna 1967) je bývalý slovenský fotbalový záložník, libero či obránce.

## Hráčská kariéra
Odchovanec Nové Baně nastoupil v československé nejvyšší soutěži za Slovan Bratislava v jednom utkání, aniž by skóroval. Se Slovanem se stal v ročníku 1991/92 mistrem ligy.
V sezoně 1997/98 nastupoval v rakouské druhé nejvyšší soutěži za ASK Kottingbrunn.

## Ligová bilance
| Ročník                                   | Zápasy | Góly | Minuty | Klub              |
| ---------------------------------------- | ------ | ---- | ------ | ----------------- |
| 1. československá fotbalová liga 1991/92 | 1      | 0    | –      | Slovan Bratislava |
| CELKEM 1. LIGA ČSFR                      | 1      | 0    | –      |                   |